# Algans
Algans é uma comuna francesa na região administrativa da Occitânia, no departamento de Tarn. Estende-se por uma área de 14.43 km², e possui 197 habitantes, segundo o censo de 2018, com uma densidade de 14 hab/km².